# Подразделение 17
Подразделение 17 (Force 17, «Отряд 17»; «Ал-Амн ар-Риаса», досл. «безопасность руководства») — элитное военное подразделение, созданное организацией ФАТХ для специальных операций и охраны руководства «Организации освобождения Палестины» (ООП) и его лидера Ясира Арафата. Позже — подразделение при председателе Палестинской национальной администрации (ПНА). Называлось также «президентской гвардией» Арафата, сотрудники подразделения всегда сопровождали Арафата во всех его поездках.
В 2001—2004 гг. «Подразделение 17» насчитывало до 3500 бойцов и офицеров.

## История
«Подразделение 17» создано в начале 1970-х гг. после изгнания ООП из Иордании. Её организатором был Али Хасан Саламе (Абу Хасан), один из организаторов теракта на Мюнхенской Олимпиаде в 1972 году.
Одной из версией происхождения названия «Подразделение 17» является то, что в 1970-х гг. его штаб, вместе с другими подразделениями ООП, размещался в доме № 17 на улице Faqahani в Бейруте. По другой, «17» — добавочный номер телефона Саламе в Бейруте.
В числе функций «Подразделения 17» были охрана Арафата и других лидеров ООП и ФАТХа, разведка, операции против её внутри-арабских противников, против Израиля и других стран.
Как часть ООП, «Подразделение 17» активно участвовало в гражданской войне в Ливане. В 1982 году, когда ООП была вынуждена покинуть Ливан в результате Ливанской войны, Арафат поручил Имаду Мугния, тогда сотруднику «Подразделении 17» (позже — начальнику спецслужб «Хезболлы»), передать часть её оружия родственным ООП ливанским милициям.
Официально «Подразделение 17» было расформировано, когда Арафат вернулся из изгнания в результате соглашений в Осло в 1993 году, но его деятельность была продолжена под названием «Presidential Security». Сотрудники «Подразделения 17» всегда сопровождали Арафата в его поездках.
В 2001—2004 гг. «Подразделение 17» насчитывало от 3000 до 3500 бойцов и офицеров.
«Помимо легкого стрелкового оружия (автоматы и пулеметы) на вооружении „Отряда 17“ состояло порядка 15 бронемашин БРДМ-2 советского производства».
С началом «Интифады Аль-Аксы» сотрудники подразделения активно участвовали в организации и проведении терактов против израильтян, как непосредственно, так и совместно с такими группировками как «Танзим», «Бригады мучеников Аль-Аксы», ХАМАС (см. раздел «Причастность к террору против Израиля и других стран»). Соответственно, «Подразделение 17» серьёзно пострадало в ходе операции «Защитная стена» в 2002 году, многие её сотрудники и руководители были арестованы.
После прихода к власти Махмуда Аббаса (Абу-Мазена), он попытался в 2005—2007 гг. провести реформу спецслужб ПНА, в результате которой «Подразделение 17» должно было продолжить свою деятельность в составе «Сил национальной безопасности в Газе». В результате захвата власти ХАМАСом в секторе Газа в 2007 году, реформа реализована не была.
В последние годы США, в порядке поддержания режима Аббаса, выделяют средства на оружие и обучение сотрудников подразделения, чтобы «противопоставить его террористам из ХАМАСа». При этом, Абу Юсуф, ныне старший офицер «Подразделения 17», проходивший подобные тренировки в 1999 году, рассказал в интервью сайту WorldNetDaily:
- «Я не думаю, что операции палестинского сопротивления были бы столь успешными и привели бы к более чем 1000 жертвам среди израильтян, начиная с 2000-го года, и что мы смогли бы победить израильтян в Газе без этих [американских] тренировок».

## Руководители
[уточнить]
- С начала 1970-х по 22 января 1979 года : Али Хасаном Саламе (Абу Хасан)[6]
- 22 января 1979 года : Махмуд аль-Натур (Абу Таеб)[6]
- с … : Фейсал Шарах[13]
- на 2002 год : Мухамад Дамра (Абу Ауад)[17][18]
- с мая по сентябрь 2006 года: Мухамад Дамра[4][15][18]

## Причастность к террору против Израиля и других стран

### До заключения «Соглашений в Осло»
- 1 марта 1973 года: убийство 10 человек в Хартуме (англ.), включая Клео Ноэля младшего, посла США в Судане, шейха Абдуллу аль-Малфука, посла Саудовской Аравии в Судане, его жены и четырёх детей[19].
- 25 сентября 1985 года : захват израильской яхты в порту Ларнака (Кипр) и убийство двух израильтян[6][20]. В ответ на этот теракт Израиль произвел бомбардировку штаба ООП в Тунисе[21].
- В декабре 1985 года «Подразделение 17» взяло на себя ответственность за захват и убийство израильского солдата Моше Леви[22].
- 22 июля 1987 года: убийство известного палестинского карикатуриста в Лондоне[6][9].
- 1990 год: Попытка теракта на побережье Израиля (предотвращена)[6].
- В 1990 году (администрация президента Рональда Рейгана) Госдепартамент США отказал Арафату во въездной визе, на том основании, что несмотря на его заявления об осуждении террора, он фактически осуществлял теракты через такие боевые группы как «Force 17» и Хавари (англ.)[23].

По данным Госдепартамента США, в период с 1986 по 1988 годы «Подразделение 17» было причастно к убийству восьми и ранению 36 израильтян.

### После «Соглашений в Осло»
- В сентябре 1996 года один из офицеров «Подразделения 17» был ранен, участвуя в штурме могилы Йосефа в Шхеме, во время которого были убиты 2 израильских солдата[24]
- Документы, захваченные в ходе операции в секторе Газа в 2002 году, свидетельствуют о том, что Атеф Бахир, полковник «Подразделения 17», в 1996—1998 гг. руководил незаконной закупкой оружия в объёмах до сотен тысяч долларов[25]
- 6 марта 2000 года: Взрыв на КПП Эрез на границе с Сектором Газа. 6 израильтян погибло, 9 было ранено[26]
- Рон Бен-Ишай, военный обозреватель газеты «Yediot Ahronot», отмечал в июле 1998 года, что спецслужбы ПНА, включая и «Подразделение 17», подготовленные в том числе и с помощью Евросоюза и Австралии, «очевидно направлены против поселенцев», и «ждут только сигнала от Арафата» для атаки[27]

### После начала 2-й интифады и операции «Защитная стена»
Этот момент наступил после провала переговоров в Кэмп-Дэвиде в 2000 году. Согласно ряду источников, с момента начала интифады, сотрудники «Подразделения 17» были причастны к совершению «множества терактов и диверсий» по обе стороны Зелёной черты, как непосредственно самой службой, так и совместно с Танзим, «Бригады мучеников Аль-Аксы» — дочерними группировками ФАТХа, или ХАМАСом и Хезбаллой. Среди руководителей группировки «Бригады мучеников Аль-Аксы» и «Танзима» были и действующие сотрудники «Подразделения 17» (равно как и других спецслужб ПНА).
В декабре 2001 года Правительство Израиля объявило администрацию ПНА, возглавляемую Арафатом, «организацией, поддерживающей терроризм», а военные подразделения при возглавляемом Арафатом движении «ФАТХ», включая так называемый «Отряд-17» («Подразделение 17») и «Танзим», были объявлены «террористическими организациями» и целями для военных акций.
Во время проведения операции «Защитная стена», в числе скрывавшихся в комплексе Муката вместе с Арафатом, был и командир «Подразделения 17», Мухамад Дамра (Абу Ауад) и его заместитель. Израиль обвинял Дамру в том, что возглавляемая им «террористическая сеть организовывала […] обстрелы израильских машин, нападала на израильские поселения и посты (АОИ), а также закладывая бомбы и взрывные устройства». По израильским данным, на сентябрь 2002 года «Подразделения 17» было ответственно за «теракты, в которых погибли 15 израильтян».
Среди наиболее крупных терактов, совершенных сотрудниками «Подразделения 17», были:
- 13 ноября 2000 года — обстрел рядом с Нэве Тзуф: погибло трое израильтян.
- 24 ноября 2001 года — обстрел на перекрестке Тапуах: убит один израильтянин.
- 21 декабря 2001 года — обстрел на 443-м шоссе, соединяющем Иерусалим с Модиином, недалеко от поселения Гиват Зеев: убит один израильтянин.
- 31 декабря 2000 года — обстрел рядом с израильским поселением Офра: убиты Биньямин Кахане и его жена Талия; 5 их детей в возрасте от двух месяцев до 10 лет ранены, один тяжело[1][16][40][41].

Арестованный в январе 2003 года Камаль Абу-Ваар, сотрудник «Подразделения 17» и один из лидеров «Танзима», «в ходе допроса признался, что принимал участие в организации целого ряда крупных терактов, где 4 израильтян погибли, а 9 были ранены».
В мае 2006 года, уже после прихода к власти Абу-Мазена, он вновь назначил находящегося в розыске Израилем М.Дарму, командиром «Подразделения 17», но в сентябре 2006 года Дарма был арестован. В марте 2010 года Абу-Мазен планировал присвоить сидящему в израильской тюрьме террористу звание генерал-майора.